# Arthur Stadler
Arthur Stadler (* 23. Juli 1892 in Wien; † 11. April 1937 ebenda) war ein österreichischer Grafiker und Sänger.

## Leben

Zeichnung für den Kuckuck, 1933

Arthur Stadler wuchs in Mähren auf, wo er in Kostel die Schule besuchte und danach zwei Jahre als Schlosser und Maschinenbauer in die Lehre ging. Von 1910 bis 1914 studierte er Malerei bei Bertold Löffler an der Wiener Kunstgewerbeschule. Zudem nahm er Gesangsunterricht, unter anderem später bei dem finnischen Liedersänger Helge Lindberg (1887–1928). Seinen Lebensunterhalt verdiente Stadler zeitlebens sowohl mit Gesangsengagements als auch mit Karikaturen und Illustrationen.
Nach Ausbruch des Ersten Weltkriegs wurde Stadler 1915 zum Kriegsdienst eingezogen. Die Erlebnisse an der Front verarbeitete er in Zeichnungen, die er während eines Heimaturlaubs als Skizzen und Bilder vom nördlichen Kriegsschauplatz in der Galerie Arnot in Wien ausstellte und die sämtlich vom k.k. Heeresmuseum aufgekauft wurden. Nach Kriegsende war er als Sänger in den Niederlanden, Ungarn, der ČSR und Schweden tätig und schuf zudem zahlreiche Künstlerporträts, die er 1921 unter dem Titel Masken veröffentlichte. Während eines mehrmonatigen Aufenthalts in Stockholm entstanden 1921/22 zahlreiche Porträtzeichnungen für das Aftonbladet.
Zurück in Wien, wurde Stadler 1922 beim Abend als Karikaturist angestellt, lieferte außerdem Zeichnungen und gelegentliche Artikel für die Moderne Welt, die Wiener Sonn- und Montags-Zeitung und die Illustrierte Roman-Zeitung und schuf weiters auch Buchillustrationen und Plakate. Sein wichtigstes druckgrafisches Werk, die Mappe Gesichter mit 42 Antikriegslithographien, veröffentlichte er 1930 in Wien. Im selben Jahr kündigte er beim Abend und arbeitete als freier Journalist und Zeichner zunächst in Berlin, dann 1932 in Amsterdam. Seine Arbeiten erschienen ab 1932 in zahlreichen, vor allem sozialdemokratischen Blättern, so dem Kämpfer, der Bunten Woche, der Politischen Bühne, dem Neuen Vorwärts, dem Knüppel und der Roten Fahne. Von Oktober 1932 bis September 1933 arbeitete er erneut in Wien und lieferte zahlreiche politische, vor allem Hitler und Nazideutschland attackierende Zeichnungen und Fotomontagen für den Kuckuck.
Ab Herbst 1933 lebte Stadler in Paris, dann in Brüssel. Seine Arbeiten erschienen in dieser Zeit unter anderem im Prager Simplicius und im Pariser Tageblatt. Als Versuche, in Schweden Arbeit zu finden, fehlschlugen, kehrte er im Frühjahr 1935 nach Österreich zurück. Er starb 1937 in Hütteldorf-Hacking.

## Werke
- Masken. Schauspielerbildnisse. Verlag der Wiener graphischen Werkstätte, Wien 1921.
- Gesichter. 42 Zeichnungen. Die Kranich-Drucke, Wien 1930.
  - erneut veröffentlicht (mit Texten in fünf Sprachen) als: 1914–? 42 tekeningen. N. V. Servire, Den Haag 1932.

Buchillustrationen:
- Klara Mautner (Hrsg./Übers.): Märchen von Fjord und Fjell. Verlag der Wiener graphischen Werkstätte, Wien 1922.
- Erich Singer (Hrsg.): Die rote Laterne. Die schönsten Bordellgeschichten der Weltliteratur. Verlag der Wiener graphischen Werkstätte, Wien 1922.
- Günther Harum: Die Schlafhaube der Chadidscha. Märchen für große Kinder. Donau Verlag, Leipzig/Wien 1922.